# 新華輪
新華輪是招商局一隻已沉沒多時的客貨運輪船，主要行走廣東省到上海，途中經香港。雖然為招商局新船，但多災多難，中國政府徵用作運送軍用物資，亦給海賊所劫，1929年在香港撞上橫瀾島礁石後入水沉沒，釀成約400人喪生，至今仍為香港死傷第2嚴重的單一海難事故。

## 出廠
新華輪是在1921年，由英國蘇格蘭格拉斯哥造船商Messrs Napier and Miller與招商局共同製造。出廠時總噸1940噸，淨噸1838噸，長270呎，闊40呎，深21.6呎。
自始至終，船東皆屬招商局輪船公司。而船主則為延森（M. P. Jensen），他與招商局合作超過10年，對中國沿海水路非常熟悉。
此船並無無綫電，所以與最終沉沒造成多人喪命不無關係。1929年沉船時的大副Jacobsen憶述船上有計劃但未真的裝上無線電，但去年12月有無線電工具運了上船，但未安裝好，也沒有操作員。

## 航綫
此船由出廠至沉沒的8年間主要行走香港至上海，並在多個沿海城市設中途站。

## 遇劫
大鵬灣海盜，自1927年行劫招商局愛仁輪後，經中英軍艦圍剿，幾個月來有所收斂，不料翌年該處海上劫案又告死灰復燃。這次遇劫的為新華輪，被劫持兩晝夜，綁票勒索，財物損失重大。

### 劫案經過
1928年4月12日下午3時15分，新華輪由上海出發，懸掛華旗，有300個乘客及800噸貨。4月14日傍晚7時，在福建附近，先前扮作乘客的海賊表露身份，劫持船隻。海盜逼大副賴士（Lices）交出船上9支槍及500發子彈後，挾令船長延森將船駛往陸豐的三洲口（Samchau Inlet），15日晚上到達目的地。16日早上有多隻舢舨靠近該船以運載劫去的貨物及旅客行李。此時，遠處有一艘小輪駛過，海盜慌忙跳下舢舨，並將船長、大副、輪機長、3名海員及5個旅客劫持登岸，最後只放走大副。小輪雖未察覺而向前駛去，海盜復又回來，繼續搜劫財物。突然，負責戒備的海盜報告，遠處有一艘中國炮艦（中山艦，gunboat Chung Shan）由西駛來，眾海盜慌忙搶運贓物上岸，而船長等人伺機逃脫，駕舢舨回到輪船上，並及時發訊給中山艦通報情況，同時又派出2隻舢舨靠艦以運載水兵登岸緝捕海盜，但經過2小時仍無功而還，隨即返回艦上，新華輪也起錨航行，在中山艦的護航下於16日晚9時安全抵達香港。

### 損失
這次新華號輪被劫，據警方估計損失在三、四萬港元以上，其中包括搭客現金20,000元及珠寶，另外劫絲綢值12,000元。雖然財物損失重大，但相比當時其他同類案件的情況已好得多，至少沒有造成傷亡，海盜亦無使用過量暴力。

## 沉沒
雖然新華輪於海盜洗劫時有驚無險，逃過毀船的命運，可惜翌年便遭逢觸礁沉沒的噩耗。1929年1月11日，一如以往，新華號由上海開往香港，途中經汕頭，在汕頭又運載部分貨物及約20名乘客，來港後原定赴穗，然後返回上海。船員109人（一說103人)，乘客300名，另載貨2,200箱（大多為年貨）。不少搭客皆為退役回鄉的士兵。途經汕頭時運載更多貨物，並新增20名乘客。

### 觸礁沉沒
1月15日接近正午，新華號離開汕頭，向香港進發。1月16日零時過後到達香港境內。當時海面刮大風，掀起巨浪。
其時掌舵只有廈門人二副郭振暉當值，船長、大副及大二三車均為外籍人士，並正在船艙休息。輪船駛至橫瀾燈塔東面，燈塔職員發現船隻太近橫瀾島北岸，該處近島滿佈礁石，二副疑因風高浪急及黑夜視野模糊致輪船偏離航綫而不幸觸礁入水。
意外最先由橫瀾燈塔管理員報告。1月23日一名船難中身份不明的死者進行死因研訊，當時橫瀾燈塔管理員W.F. Hast作供稱，16日凌晨3時15分他和他助手正當值。3時40分他見到該船以遇險火箭及火焰訊號求救，他嘗試以摩斯電碼的燈與該船通訊但不獲回應 。Hast看到新華號向鯉魚門海峽方向前進，但太接近橫瀾島北岸，於凌晨3時40分觸礁。新華號其後後退，到橫瀾島0.25英里以外，繼續發送求救訊號，至4時15分止。與此同時，他在3時42分向香港方面拍電報，但Hast發求救訊號時對方浪費了足足20分鐘，因為香港無線電電報處（Radio Telegraph Office）一方的無線電操作員不明白所發送訊息之意，遂要求重覆，並把訊息完全拼寫，耽誤了最佳時機；他遂向政府電話部主管拍電報，第一次失敗，該操作員仍在要求重覆，Hast勃然大怒，遂再要求找電話部主管，這次就駁通了青洲燈塔的督察G. Taylor，但呈報時已近4點，即該船攔淺後約20分鐘。其後他到燈塔外燃點訊管，發出藍光。4時17分，督察Taylor回電話稱他已轉報船政署（Harbour Office）、添馬艦（HMS Tamar）、水警等此事，並通知了太古船塢的拖船。他又下令把所有繩、燈、救生圈帶到登岸台階，若有生還者登島就可派上用場。4點42分，他再致電無綫電處並傳送正式訊息 。4時45分，新華號於橫瀾島西北約300碼（274米）處，數分鐘就以頭向下之勢沉沒了。事發後1小時內，最少4艘船隻（如開寧號、蘇州號）經過沉船位置，惟因當夜天色極暗，星月無光而毫不察覺。
Hast說最後一次仍見到新華號是4時40分；4時42分拍電報時已不見了新華號，其後他跑去登岸台階（約4-5分鐘後）會合其他職工，確定沉沒時間為4時45分並查看是否有人游到島上。Hast 5時再發報告，發至5時22分終於接通，其間拍過至少6次電報。他再回到登岸台階，但沒有人也沒有船。5時27分，海軍准將致電他，要求提供新華號的細節，他遂提供。6時45分Henry Kewsick號拖船抵達，剛好是日出時分。日出後搜救時（海軍並無出動），新華號在水中只剩下一枝旗桿頂部約9呎（2.74米）可見。拖船與燈塔以摩斯電碼的燈通訊，包括查問及回答船隻位置、有否船員消息等。最後拖船通知燈塔回航，7時25分往鯉魚門海峽駛去。7時50分添馬艦查問燈塔拖船有否抵達，Hast答有。正午12時，他在近蒲台島，橫瀾島西南偏南方1.5英里外見到有三隻有數字的竹筏，以及一隻翻轉了的救生艇，有一男人在上。下午1點後，警方抵達並嘗試接近竹筏，但浪高風急，不果。死因裁判官問新華號是否過早朝西南方偏離了原航道，Hast同意。1月29日，大副Peter Jacobsen終於作供，他是唯一生還的歐籍人士。他稱讚二副郭振暉稱職。他15日晚8時至16日凌晨0時當值，然後交更給二副，當時距橫瀾島40英里以上，至3時左右才見到橫瀾燈塔的光。在展示船隻大概位置後，他著二副在見到橫瀾島時轉告船長。大副回艙入睡，某刻發現擱淺，他遂醒來，未及看時間就已經更衣，登上艦橋（控制室），由於漆黑一片，他只認到船長及其他看不清的人。在艦橋他發現引擎仍全速運作中。船長一方面下令取出救生艇及救生筏，亦幾乎同時發出求救訊號，但沒有告知大副為何擱淺，他們之間也沒有對話。大副稱新華號有6隻救生艇，但船長下令取出時，船員都並非在原有崗位。過了一會新華號離開礁石，但仍搖搖晃晃，船長稱推進器已經沒有了，下令拋下錨。艇筏又被放置在左舷難以取出並下降的地方，右舷只降了一隻救生艇。不一會兒大副就已沖落海，幸好他抓住一張竹凳，直到翌晨9､10點左右，有漁船載他回香港仔，保住性命。
Henry Kewsick號船長J.T. Thirlwell稱16日凌晨4時45分，他接獲電話，更衣後由宿舍出發，安排船員，5時35分出發往橫瀾島北岸。他憶述天氣極差，但總算在6時半至45分間抵達並以摩斯電碼的燈與燈塔通訊。在得知沒有船員消息後，Thirlwell 駛往宋崗再往西走。離開橫瀾島時他有告知燈塔，稍駛往蒲台島發現沒有船或殘骸後，於8時15分回到香港。
無線電處操作員黎常（譯音）稱已服務無線電處13年，當中9年任操作員。1月16日他當值時間為午夜12時至翌晨8時，只有他一人當值。經夜寂靜在4點08分打破，他收到橫瀾的訊息「請電，急」（Please phone urgent）。研訊官稱燈塔管理員Hast稱黎不斷發出「重覆」一字，但黎否認。收到「請電，急」之後他到電話接線生處，叫他致電鶴咀。黎稱無線電處與橫瀾島沒有直接電話，但因鶴橫之間的電報電纜可通電話，遂可藉鶴咀通訊。2分鐘後接線生接通Hast，他要向Taylor及船政署傳訊息，內容是「凌晨3時15分，看見蒸汽船位於橫瀾島以東三英里⋯⋯」然後黎就聽不到了，故他請Hast重覆，Hast此時向黎吼叫，黎聽不明白，Hast就要求接通電話部的主管，黎照辦。接下來半小時黎不悉發生何事。4時48分，黎收到橫瀾電報，最尾是「太古拖船已發」（Taikoo tug sent）。他又照樣轉發，4時55分發到添馬艦，5時10分發到Taylor處。Taylor保證會通知船政署及水警警署。5時25分，橫瀾燈塔發出第二則電報，黎又在5時30分發至添馬艦及35分發至Taylor處。黎說通知鶴咀不是他的職責，他的職責是有海盜或船難時通知海軍準將、水警及船政司（Harbour Master）。
總管事李勇波（Li Yung-po）稱16日凌晨他正在睡覺，突然被巨響吵醒，到甲板時已見許多乘客和船員甚為慌張。他回到交誼廳，取出救生艇，其中一隻供他自己用，又趁機呷了些威士忌。穿紅色羊毛外套的船長在頂層甲板入房，其後拿著求救火箭，在大車二車協助下發射。船長令李氏、二車和一名水手降下1號救生艇，但無能為力，因為到處都是乘客。李回到自己房間時發現已入水，返回頂層甲板時見到載滿船員和乘客的3號救生艇離開新華號，據他所知是唯一降下的救生艇。船慢慢在沉，甲板一隻筏自動浮起，李和幾個人爭相上筏。他第二次回頂層甲板時已再見不到任何船員。爬上筏上漂流3小時後他到了一個小島。小筏在新華號旁時原有十四五人，但到小島只得三人生還，其餘溺斃。兩日後他被漁船救起，送往長洲。沉船後的早上，李見到5隻不同的筏浮起，一隻筏上有大車和二車。大車其後失蹤，二車游往翻轉了的救生艇，當時有五六人抓住，包括木匠、舵工及一號消防員。
海域由太古拖船Henry Keswick號搜查，並無再發現生還者。船政署船長C.H. Thompson於16日中午乘拖船Henry Keswick號前往搜索失蹤者，當時吹強勁東北季候風，海有大浪。他先到橫瀾，再到蒲台島北面，到蒲台島南面後他又回到拖船，前往長洲以南5英里、位於華界的外伶仃島，見到有船的殘骸以及一隻以竹和氣密鼓編成的小筏，有一年約二三十歲的華籍男人躺著。Thompson初時以為他仍活著，但最後發現已死，有一隻腳卡著在筏底，筏面有離死者稍遠的一件救生衣。入黑前他在外伶仃島西北方發現一艘印有HSINWAH字樣的救生艇，當時已無人，只剩幾塊殘布。拖船回航時，他把男人屍體、救生艇和救生筏交給警方。
16日報道有25人獲救，最多人獲路經之筲箕灣漁船4268號在橫瀾島及宋崗之間海域拯救，包括1名洋人（愛沙尼亞籍［招商局稱俄籍］大副Peter Jacobsen）。新華號只降下了兩隻救生艇（1及3號）以及四隻每隻載十人的救生筏。狂風猛吹之下，3號救生艇22名男性手腳麻痺，未能抓住漁船的繩，要由漁夫冒險跳入海中綁起他們再救上船，漁船共有6男4女及一些兒童。
及至早上7時過後，香港當局才派出救援船趕抵出事現場。生還者登陸後被送往尖沙咀訊號山水警總部。另大副及兩名華人被另一捕漁中式帆船2306號由蒲台島救至香港仔，抵岸約為16日中午，包括大副（泅水6小時後半醒狀態並抽筋）、乘客張德成（譯音，下同）及何偉流（銷藥員），2506號船則救起上海籍廚師Kat To，而3948號船則救起惠州人黃炳泉以及張紹，即生還者共27人。當中20人為4名乘客、1名水手長、1名舵工、7名水手、2名消防員、1名交誼廳12歲伙記、1名交誼廳廚師、2名買辦部伙記，他們獲發咖喱、肉及鹽醃椰菜，但沒有胃口。其中一人指咽不下飯，因為還記掛著尚在外面（海中）的人；部分有鞋穿，大部分人赤腳，靠在警署壁爐火取暖。
403名乘客均為華籍，由上海或汕頭而來，包括30名女性（只有1人逃到救生筏上）及若干兒童；船員109人，包括丹麥船長Peter Jensen、二副廈門人郭振暉、首席工程師（大車）蘇格蘭斯特蘭拉爾人Patrick Campbell及英籍第二工程師（二車）Harold Beveridge（有人看到了他們分別上了不同救生筏），第三工程師（三車）為俄籍Peter Solomniuk。大副、何偉流和Kat To被送往國家醫院治理。
另一名33歲上海籍交誼廳廚師陳生發，在水中一天並在中國水域的荒島住了一晚後被另一香港漁船救起。他和其他同筏的人曾於16日下午2時向一蒸汽船呼救命但不獲理會，六人因手腳泡在水中又濕又冷，結果鬆手，交誼廳廚師、一名水手及一名管事就死抓不放，廚師曾見到拖船但由於太遠，又不獲理會。下午4時，三人向西南方漂流了20英里到了中國水域的黑洲山群島（一大兩小荒島）。廚師下巴下方流血、割傷但終於登陸，但另外二人仍在筏上，拍岸時不時撞及滿布藤壺的礁石。入夜時，救生筏開始裂開，日出時已見不到該筏踪影。17日，他發現了一艘捕魚帆船，由是可以離開荒島，早上7點啟航後，他獲得粥、衣物和被，晚上8點該船抵達大角咀，由於太累，直至18日晨方到尖沙咀訊號山水警總部報案。
法醫官J.E. Dovey 17日中午12時30分驗屍，由Thompson所發現的死者是年約30歲的華籍男子，當時屍僵已過，認為已死去兩天，死因是淹浸並缺氧
在上海，1月21日，招商局有大股東Chiang Chen-an得知新華號遇難，要求裁去並懲罰總辦趙鐵橋，並認為此悲劇是趙氏之疏忽及管理不善所致。Chiang稱自趙鐵橋任總辦後公司超過10輪遭難，由趙委任之二副亦是經驗不足，認為如趙鐵橋留任，只會有更多災難發生；難屬則成立組織要求局方賠償及懲罰有關人等。趙鐵橋回覆民國交通部長時自認疏忽。華北日報報道指此事令招商局損失500萬元，招商局船隻亦一概要馬上安裝無線電。由於上海招商局沒有指示打撈沉船並檢驗，該船一直在海底直至2021年被發現。
2月8日，經陪審團同意裁決該身份未明的男子死因存疑。由於船長、舵工等人均已殁，未能得知撞船原因，但由於廣播訊息太繁複，船隻有難時未能及時告知附近船隻。法庭又建議船政司跟進，並請警方配備可在浪高風急環境下操作的救援船隻，操作人員應有豐富經驗。

## 延伸閱讀
以下日報於1928年4月15至17日、1929年1月17日的報道：
- 《大公報》
- 《工商日報》
- 《華僑日報》
- 《華字日報》
- 《循環日報》
- 《南華早報》